# Afrikas Fußballer des Jahres 1974
Der Ballon d’Or (französisch für Goldener Ball) der Zeitschrift France Football wurde 1974 zum fünften Mal für Afrikas Fußballer des Jahres vergeben. Gewinner der Auszeichnung war der Kongolese Paul Moukila.

## Abstimmungsmodus
Wählbar waren alle afrikanischen Fußballspieler, unabhängig von ihrer Vereinszugehörigkeit.

## Ergebnis
| Rang | Spieler              | Nationalität | Verein              | Stimmen |
| ---- | -------------------- | ------------ | ------------------- | ------- |
| 1.   | Paul Moukila         | VR Kongo     | CARA Brazzaville    | 57      |
| 2.   | Boba Lobilo          | Zaire        | AS Vita Club        | 32      |
| 3.   | Hassan Shehata       | Ägypten      | al Zamalek SC       | 28      |
| 4.   | Dick Chama           | Sambia       | Zambia Army FC      | 16      |
| 5.   | Ahmed Faras          | Marokko      | Chabab Mohammédia   | 14      |
| 6.   | Pierre Ndaye Mulamba | Zaire        | AS Vita Club        | 10      |
| 7.   | Etepe Kakoko         | Zaire        | Imana Kinshasa      | 8       |
| 8.   | Mwamba Kazadi        | Zaire        | TP Mazembe          | 6       |
| 8.   | Omasha Omasha        | Ägypten      | Ghazl El Mahalla SC | 6       |
| 8.   | Mambwene Mana        | Zaire        | Imana Kinshasa      | 6       |
| 8.   | Mambo Sasa           | Tansania     | unbekannt           | 6       |
| 8.   | Alphonse Yanghat     | VR Kongo     | CARA Brazzaville    | 6       |